# Metamorfoză (Star Trek: Seria originală)
Metamorphosis este un episod din sezonul al II-lea al Star Trek: Seria originală care a avut premiera la 10 noiembrie 1967. Scenariul a fost scris de Gene L. Coon și a fost regizat de Ralph Senensky

## Prezentare
Un echipaj al unei navete de pe Enterprise întâlnește un naufragiat (ce pare a fi Zefram Cochrane, inventatorul motorului warp) și pe misteriosul său companion extraterestru.